# Idalia Albertini
Idalia Albertini (Genova, ... – ...; fl. XIX-XX secolo) è stata una scultrice italiana attiva tra fine Ottocento e gli anni trenta del Novecento.

## Biografia
Scultrice di origine genovese o di Cairo Montenotte, Idalia Albertini era specializzata in sculture di genere e a tema animalier.
Si formò in Toscana sotto la guida di Salvatore Albano e Augusto Passaglia.
Nel 1891 espose il busto in marmo Nidia la cieca alla Triennale di Brera.
Nel 1908 realizzò il busto in bronzo di Francesco Colzi per Monsummano Terme.
Nel 1913, come riporta la rivista La donna, partecipò da Monaco per la sezione italiana alla II Esposizione Internazionale Femminile di Belle Arti di Torino, esponendo una statua di Danzatrice e una serie di placchette in bronzo raffiguranti Wagner, Beethoven, Bjorson, Le Parche e Bernardo Degli Uberti, descritte come «arte gustosa» sebbene «dominata da qualche elemento decorativo».
Nell'autunno del 1914, partecipò all'Esposizione nazionale di Belle Arti della Regia Accademia di Brera con una targa funebre in gesso.
Nel 1931 a Montecatini Terme, allora località termale alla moda, presentò le sue opere Elefante e Putti.
Negli anni Novanta del Novecento una mostra a Monsummano ha ricordato la scultrice.